# Mobile Suit Victory Gundam
Mobile Suit Victory Gundam (яп. 機動戦士Vガンダム кидо: сэнси викутори гандаму, Мобильный доспех Гандам: Виктория) — аниме-сериал режиссёра Ёсиюки Томино и студии Sunrise, вышедший в 1993—1994 годах, последняя часть «Вселенского века» франшизы Gundam. Как и в Brave Exkaiser, основной упор был сделан на более молодую аудиторию. Появился совершенно новый актёрский состав. После завершения трансляции Томино заявил о своём несчастье и отчаянии, перестав заниматься аниме до выхода Garzey’s Wing.
Сериал отличался резко отрицательным взглядом на войну и участие детей в боевых действиях и остаётся одним из наиболее мрачных и кровавых моментов саги о Гандамах.

## Сюжет
153 год Вселенского века. После ряда конфликтов ослабленная Федерация уже не в состоянии контролировать космическое пространство. Колонии выбирают собственный путь. Империя Занскар, теократическое государство, закрепившееся на «Стороне 2» при помощи кровавых методов управления, во имя «очищения» отправляет на Землю армию Bespa. Военная Лига (яп. リガ·ミリティア Riga Miritia) организует сопротивление агрессорам. 13-летний подросток Усо Эвин из Касарелии, недалеко от европейского города Увиг, сталкивается с вражеским пилотом Крониклом Ашером, а затем соглашается пилотировать новый белый Гандам, чтобы защитить свою подругу Шакти Карин и Катеджину Лус, к которой он неравнодушен. Однако Кроникл похищает девушку, и в плену Катеджина клянётся в верности идеалам Занскара, ненавидя Военную Лигу и Усо, пытающихся помешать её счастью. Для них война приобретает личный характер. Друзья и враги гибнут один за другим, в то время как последняя битва грозит обернуться безумием.

## Роли озвучивали
| Актёр             | Роль                                                       |
| ----------------- | ---------------------------------------------------------- |
| Даисукэ Сакагути  | Усо Эвин                                                   |
| Юми Курода        | Шакти Карин                                                |
| Кумико Ватанабэ   | Катеджина Лус                                              |
| Томоюки Дан       | Кроникл Ашер                                               |
| Аяко Сираиси      | Марбет Фингерхат                                           |
| Ай Орикаса        | Фуала Грифон, Несс Хашер                                   |
| Эми Синохара      | Мария Пиа Армония                                          |
| Хидэтоси Накамура | Мондо Агакэ                                                |
| Масами Кикути     | Тассило Ваго                                               |
| Дзюндзи Китадзима | Арбео Пиппиниден                                           |
| Канэоми Оя        | Фонсе Кагати                                               |
| Кадзухиро Наката  | Дукер Айкью                                                |
| Кэйити Сонобэ     | Оливер Иноэ                                                |
| Масаюки Наката    | Одело Хенрик                                               |
| Митиё Янагисава   | Элиша Крански                                              |
| Мики Ито          | Люп Сино                                                   |
| Рика Мацумото     | Уоррен Трейс, Харо, Ренда де Палома                        |
| Сатоми Короги     | Карлманн Дюкартус, Сюзи Рилейн, Кони Фрэнсис               |
| Томокадзу Сэки    | Томаш Масарик                                              |
| Юко Кобаяси       | Дзюнко Дзэнко                                              |
| Ацуко Танака      | Юка Милас                                                  |
| Тяфурин           | Ромеро Марвалл                                             |
| Тиса Ёкояма       | Ненека Нибро                                               |
| Фумихико Татики   | Ваттари Гилла                                              |
| Гиндзо Мацуо      | Гин Гехеннам                                               |
| Хидэюки Умэдзу    | Кишоул Багватт                                             |
| Хикару Мидорикава | Ли Рон                                                     |
| Хирохико Какэгава | Хаз Каиф, Ои Нинг                                          |
| Хироми Исикава    | Франческа Охара                                            |
| Хироси Нака       | Фубираи Гойя, Муттерма Зуган, Зуброх Симонев               |
| Хироюки Сибамото  | Кадзу Миура                                                |
| Икуко Тацу        | Эстер Чаварри                                              |
| Дзёдзи Наката     | Леонид Альмодовар, Годвальд Хайн, Манделла Сун, рассказчик |

## Производство
Дайсукэ Сакагути дебютировал в аниме, озвучивая Усо Эвина. Он не рассчитывал на главную роль — агентство не сообщило, что актёр прошёл прослушивание. Это была большая ответственность. Сакагути скорее паниковал, чем радовался.
По словам Юсукэ Ямамото, отвечавшего за раскадровку с 34 серии, в сценарии для финала планировался ядерный взрыв, но это было исправлено.
В 1994 году Ёсиюки Томино и Хидэаки Анно обсудили создание и проблемы сериала, материал был опубликован в июльском номере журнала Animage. Victory Gundam не хватило внимания, в студии не получали много писем, зрительские рейтинги оставались низкими. Показ осуществлялся в детское время; сначала Томино обещали эфир после 5 часов вечера, и производство шло на этой основе. Исправления пришлось вносить на ходу, историю удалось сделать более внятной. Но лучше не получилось. Уже была тенденция — японцы около 20 лет предпочитали цензуру непристойным вещам. Многие дети перестали смотреть, когда умерла мать Усо. Несчастье для Victory состояло в том, что он не собрал широкую аудиторию. Проблемы связаны с маркетинговыми стратегиями, массовым потреблением и телевидением. Так же, как на улицах много машин, но смотреть на них уже неинтересно. Решением являлась диверсификация аниме-индустрии. Для Анно Victory Gundam — рассказ о Земле (начинается и заканчивается на планете) и женщинах, с чем Томино согласился. В сериале нет ни одного хорошего мужского персонажа. Из них режиссёр интересовался только 13-летним Усо. Кроникл мог стать главным антагонистом, но он остался на заднем плане. Последняя сцена Катеджины планировалась изначально. Кроникла принесли в жертву, отношения с ним не развивались должным образом. Чтобы закончить, режиссёр сказал: «Ну, единственное, что мы можем сделать, это ослепить её», все пришли к компромиссу. В чём Томино уверен: Катеджина не хотела убивать, чего бы ни стоило. Таким образом, чтобы подчеркнуть драму, она наказана за отказ от убийства. Усо победил, они были врагами, даже если здесь ложь. Анно предложил не ослеплять, а лишить руки или ноги. Томино ответил, что на телевидении такое запрещено. Именно поэтому создатели ограничились предположением, что Катеджина не сможет больше видеть. Более того, Усо тоже заслуживает наказания, так что неудивительно, если он потеряет руку или что-то ещё. Подобные образы не разрешались. Существовали и другие идеи, но они бы оттолкнули зрителей. В романе девушка получила ожоги, однако для телесериала это абсолютное табу.
В 1994 году Bandai купила акции Sunrise. Во время производства Mobile Suit Victory Gundam Томино решил создать независимую студию от продюсерских компаний и спонсоров. Но примерно через год сбора денег он впал в депрессию. Был прецедент самостоятельности Studio Ghibli, однако зайти так далеко не получилось.

## Выпуск
Томино крайне негативно относился к сериалу, о чём упоминал при выходе на видеоносителях. В 2004 году он прокомментировал: «Эти DVD не стоит смотреть. Не покупайте!». Однако диски всё равно продавались, в 2010 году появился сборник DVD в серии G-Selection.
В 2015 году Bandai Visual издала два комплекта Blu-ray, где было авторское предупреждение: «Я хочу полностью отказаться от этой работы. Ответственность за такой результат лежит на режиссёре. Если вы по какой-то ошибке посмотрите этот Blu-ray, попробуйте найти, что плохого в Mobile Suit Victory Gundam. Если хотя бы один человек заметит, то я считаю, что в выпуске этого Blu-ray будет смысл». В интервью Томино высказался прямо: «Я хотел, чтобы меня знали как человека, создавшего наводящие на размышления истории, такие как Xabungle, Ideon или Daitarn 3. Когда люди смотрят на меня, они не думают: „Посмотрите, это режиссёр Aura Battler Dunbine!“. Вместо этого они видят мою лысую голову и говорят: „О, это тот парень из Гандама“. Я никогда не хотел, чтобы меня знали за какую-то раздутую рекламу игрушек. Когда Gundam стал значимым, я подумал, что это может быть мой шанс, наконец, осуществить свои мечты. Но каждый сериал после первого становился всё хуже и хуже. Даже не начинайте про Victory».
Формат — 1,33:1 (4:3), видео 1080p, звук — LPCM 2.0. Дополнительные материалы включали аудиокомментарии актёров: Дайсукэ Сакагути, Юми Итихары, Кумико Ватанабэ, Ай Орикасы, Сатоми Короги, Рики Мацумото, Юко Кобаяси, Томокадзу Сэки, Дзёдзи Накаты; опенинг и эндинг без титров, дайджест Mobile Suit Victory Gundam. Прилагались 60-страничное руководство (описание персонажей, мех, сюжета, рисунки аниматора Хироси Осаки, обсуждение с участием режиссёров Юсукэ Ямамото, Тэцуи Ватанабэ и Кунихиро Мори, интервью с дизайнером роботов Дзюнъей Исигаки) и «архивная книга» на 56 страниц (коллекция иллюстраций, наброски Кунио Окавары, черновики, эскизы, интервью с Хироси Осакой и Ёсиюки Томино). Обложку на футляре нарисовал Хадзимэ Катоки, внутри — Хиромицу Морисита и Дзюнъя Исигаки.
В США в 2016 году диски по лицензии выпустила компания Right Stuf, присвоен рейтинг PG-13.
В 2021 году Bandai Namco Arts издала две части Blu-Ray в рамках серии «Библиотека Гандама Вселенского века». Руководство 2015 года было оцифровано.

## Музыка
Начальные композиции:
- «Stand Up to the Victory ~To the Victory~» («Встать к победе»), в исполнении Томохисы Кавадзоэ (1—31 серии), название является игрой слов (Гандам «Виктория»).
- «Don't Stop! Carry On!» («Не останавливайся! Продолжай!»), в исполнении RD (32—51 серии)

Завершающие композиции:
- «Winners Forever -Shōrisha yo-» («Победители навсегда»), в исполнении INFIX (1—31 серии)
- «Tenderness Once More» («Нежность ещё раз»), в исполнении KIX S (32—51 серии)

Прочие композиции:
- «Beyond the Journey of the Poppies», в исполнении Коко Коминэ и Юми Куроды
- «Umarete Kuru Mono e», в исполнении Aceilux
- «For the Sake of the Time of Rebirth Someday» («Ради возрождения когда-нибудь»), в исполнении Karak (32 серия)
- «With Much Love Once More», в исполнении Мотоёси Ивасаки (50—51 серии)

Саундтрек был издан King Records в 1993—1994 годах на трёх компакт-дисках. Переиздан в 1999 году. Песня «Stand Up To The Victory», слова к которой написал Ёсиюки Томино (Рин Иоги), также вышла на сингле Томохисы Кавадзоэ 1993 года. Она стала визитной карточкой сериала, поскольку чаще всего перепевалась другими исполнителями. Например, Итиро Мидзуки и Хиронобу Кагэямой на сборнике «Super Robot Spirits The Best Vol. 3 ~Real Robot Edition~» 2003 года. В 2009 году группой Rey в трибьют-альбоме «Gundam Tribute from Lantis». В 2019 году Spira Spica в мини-альбоме «Re:RISE -e.p.-». В 2022 году Хироко Моригути (Хироми Ханамурой) в альбоме «Gundam Song Covers 3».
В 2009 году «Stand Up To The Victory» сыграл Лондонский симфонический оркестр (дирижёр — Гэвин Гринуэй, аранжировка — Тосихико Сахаси) в альбоме «Gundam 30th Anniversary Gundam Symphony».
В 2010 году «Stand Up To The Victory», «Winners Forever», «Don't Stop! Carry On!», «Tenderness Once More», «Beyond the Journey of the Poppies», «For the Sake of the Time of Rebirth Someday», «Umarete Kuru Mono e» и «With Much Love Once More» оказались на четвёртом диске сборника «Gundam 30th Anniversary Gundam Songs 145».
В 2019 году «Stand Up To The Victory» была включена в первую часть компиляции «Mobile Suit Gundam 40th Anniversary Best Anime Mix», а «Don't Stop! Carry On!» во вторую.

## Компьютерные игры
Victory Gundam присутствует в известной серии: Super Robot Wars 2G (1995), Neo Super Robot Wars (1996), Super Robot Wars Alpha (2000), Super Robot Wars Alpha Gaiden (2001), Super Robot Wars D (2003), Super Robot Wars X-Ω (2015) и Super Robot Wars 30 (2021).
В играх франшизы: Mobile Suit V Gundam (1994), Gundam vs. Gundam (2008), Gundam vs. Gundam Next (2009), Gundam: Extreme Vs. (2010), SD Gundam G Generation Overworld (2012), Gundam Versus (2017) и Gundam Extreme Vs. Maxi Boost On (2020).
В серии Dynasty Warriors: Gundam: вторая (2008) и третья (2010) части, а также Reborn (2013). Чаще всего из персонажей были доступны Усо Эвин и Катеджина Лус.

## Отзывы и критика
В рейтинге выпусков франшизы по итогам голосования на сайте NHK со 2 марта по 20 апреля 2018 года Victory Gundam занял 19 место из 40. CBR включил сериал в список 10 лучших аниме 1990-х с худшей репутацией. Среди 24 лучших аниме Gundam по версии сайта, Victory занимает 13 позицию.
В 2021 году Катеджина Лус получила первое место в списке 10 самых красивых злодеек в аниме согласно порталу Goo Ranking. Даисукэ Сакагути на Sunrise Festival 2015 сказал, что несмотря на мнение поклонников, считающих Катеджину «злой», сам никогда так не думал. Для Усо она была похожа на недосягаемую вершину. Возможно, он лучший среди главных героев Gundam, поскольку почти не выступает против взрослых. Есть другие персонажи, которые предают, и только Катеджина особенно плоха. Но это не тот случай. В 2019 году на церемонии открытия выставки «Мир Ёсиюки Томино» в художественном музее Фукуоки куратор Мураками интерпретировал Mobile Suit Victory Gundam как «историю Катеджины в климате Восточной Европы, с её трагической красотой и глубиной романа XIX века». Режиссёр ответил, что создать последнюю сцену было тяжело. Будучи истощённым, он не стал убивать Катеджину и сделал её слепой. Она ушла со словами: «Вам не бывает немного грустно, всякий раз, когда зима наступает?». Такой финал можно назвать самым удручающим в истории Gundam. После начала российско-украинской войны, Томино сказал в интервью журналу Great Mechanic G 2023 Summer, что пересмотрел Victory Gundam и переосмыслил некоторые вещи. Что касается режиссуры, то были недостатки и слабые места, но есть и противоположное мнение. Речь идёт о временной актуальности. Для создателя стало очевидно, чему посвящён сериал: «Если бы Путин посмотрел V Gundam, я думаю, он точно бы не пошёл на войну».
Сакагути и Кумико Ватанабэ называют выпуск «праздником гильотины». Они не могут сказать: «V Gundam прекрасен», потому что их герои извращены. Катеджина заметила: «Не становись ужасным человеком». Victory Gundam — драма о разнообразии и сложности человеческой натуры. Много неопытных людей ступили на крайний путь, не найдя хорошей жизни, будь то Усо, Шакти или Катеджина. В сериале есть эксцентричные моменты, незрелые вещи, за которые Ватанабэ стыдно. По словам Сакагути, работа вышла хаотичной. В момент утверждения на роль Усо ему было 19 лет. На самом деле Сакагути поклонник Z'Gok, а не Гандама, из «Вселенского века» любил смотреть Zeta и Char's Counterattack. Ватанабэ нравятся мобильные доспехи Занскар, потому что они мило смотрятся с кошачьими глазами. Оба сэйю выделяют 50 серию, где во время атаки Reinforce Junior многие умерли одновременно. Грустная и тяжёлая сцена впечатляет, заставляет прослезиться, особенно под драматичную и трогательную музыку. Последняя серия не была такой захватывающей. Военная Лига довольно жестока, старики заставляют детей воевать. Даже Марбет говорит, что Усо должен увидеть казнь на гильотине, а значит, у него должны быть крепкие нервы. С точки зрения актёра, Кроникл — лучший персонаж, заурядный и человечный. Он неуклюжий и, к сожалению, не смог стать Чаром. V Gundam последний в цикле U.C., поэтому Сакагути рекомендует к просмотру, невзирая на абсурдные и нелепые части. На мгновение ему показалось, что он пересекается с Камиллом Биданом, протагонистом Zeta Gundam. Есть ощущение, что Усо всё равно хочет быть вместе с Катеджиной из Увига и, несмотря на взаимные оскорбления, не чувствует абсолютной ненависти.
В начале 1990-х годов франшиза Gundam отошла от арки Амуро и Чара, продвинувшись по временной шкале «Вселенского века». Victory Gundam оказался мрачным. После Однолетней войны минуло более 70 лет. Ушли Зион и его стремление к независимости, Федерация бессильна, Crossbone Vanguard превратился в воспоминание. Империю Занскар больше интересуют завоевание и подчинение, чем связная идеология. В сериале использовались свежий визуальный стиль, музыка Акиры Сэндзю, новаторский дизайн мех Хадзимэ Катоки, Хиротоси Сано и персонажей Хироси Осаки. Те, кто знаком с первой частью Zone of the Enders, увидят почерк Нобуёси Нисимуры, который работал над анимацией в V Gundam. На производство выделялись серьёзные деньги. Но это недетский выпуск. Усо и его товарищи слишком молоды, что отражает жестокость войны и также даёт надежду, поскольку герои переживают ужасные события с изрядной долей стоицизма и храбрости. Однако к ним лучше не привязываться. Ёсиюки Томино привык убивать всех в своих произведениях, и V Gundam был одним из самых чрезмерных по количеству смертей. Интересно то, что сериал можно смотреть как отдельную историю. Хотя знание предыдущих выпусков помогает, это необязательно — физика Миновского и ньютайпы объясняются снова. Victory Gundam много лет заслуживал релиза на Западе, но вышел только в 2016 году.
Anime News Network разместил два подробных обзора на сериал. Хотя Томино предупреждал зрителей не смотреть, рецензент считает, что качество неплохое. Депрессия ощутима в тоне сериала. Режиссёр был обязан спонсору. Как и в случае с «Игрой престолов», действующие лица долго не живут. Худшая часть начинается прямо в первой серии, где события развиваются в обратном порядке. Фанаты убеждены, что это изначально предназначалось для четвертой серии. Томино вынудили пойти на уступки, чтобы как можно скорее показать мобильный доспех «Виктория». Однако после первых трёх серий сюжет проясняется. Есть чёткое разделение на классы: Занскар с военной формой и отчётливой нацистской символикой, Военная Лига, «хорошие парни», разношёрстная группировка женщин, детей и стариков. Прослеживается очевидная параллель с Французской революцией. Когда легионеры переходят в наступление, то обнаруживают, что хотя империя находится в космической колонии, она намного ближе к Земле, чем все могли представить, особенно Шакти. Усо остаётся самым молодым пилотом Гандама. Он талантлив, напоминая Амуро Рэя. Империя могла заявить, что повстанцы используют мальчика. Военная Лига неоднократно оправдывалась тем, что у них нет выбора. Каждая сторона думала, что обладает моральным превосходством. К Лиге присоединяется женский отряд мобильных доспехов Shrike Team, а дети управляют машиной поддержки Fishbone. Трагедия проявляется в отношении Усо к своему затруднительному положению. Он быстро понимает: если откажется пилотировать «Викторию» и убежит, то остальные умрут. Каждое убийство парень объясняет словами: «Если бы ты не сопротивлялся». У него такие же навыки, как у взрослого, а мышление детское. Когда пилот Занскар пытается взять Усо в плен в космосе, он настаивает: «Я обычный ребёнок!». Враг слышит по связи и вспоминает: «У меня сын, которому всего 16». Это идеальные примеры, чтобы донести ужасы войны. Кроникл Ашер — явная дань уважения Чару. Его план ликвидировать патриархат и устроить революцию в Занскар вызывает интерес. Катеджина Лус — роковая женщина, которая легко меняет стороны. Шакти сначала кажется похожей на Фрау Боу или Фа Юири, но быстро становится очень важна для сюжета. Визуально в анимации нет ничего особенного, она обычная для своего времени. Единственное исключение — вражеские мобильные доспехи, которые выглядят «некондиционными»: фиолетово-красные, с пропеллерами и злыми кошачьими глазами. Запоминающиеся песни «Stand Up To The Victory» и «Winners Forever» не соответствуют драме сериала. Присутствие собаки, ребёнка и робота Харо со странным блеющим голосом могло придать легкомысленность, но каждое новое предательство и смерть отмечены трагедией.
Депрессия создателя ещё больше проявилась с 27 по 51 серии, хотя изображение было улучшено с более качественными кадрами и деталями (в космосе широкий спектр освещения и цвета). Песни «Don't Stop! Carry On!» и «Tenderness Once More» снова представляются автору отзыва слишком оптимистичными для происходящего. Ни Усо, ни его товарищи не добиваются успехов. Сюжет второй половины легко описать одной свадьбой и множеством похорон. Когда Военная Лига попадает в плен и оказывается в трудовом лагере, это кажется самой весёлой частью, где все работают вместо сражений. Оливер и Марбет решают пожениться, чтобы отвлечься. Дальше становится только хуже. Импровизированное кладбище в Касарелии пополняется новыми самодельными крестами. В перерывах между копанием могил парень испытывает странные сексуальные чувства к женщинам, с которыми сражается, что можно назвать «проблемы с мамой». «Империя Занскар — проходной двор леди с горячими позами для Усо». Неудивительно, что Victory Gundam долгое время не выпускался в США, учитывая неудобное содержание — Люп Сино решает помучить Усо, взяв его голым с наручниками к себе в ванну. Он убегает, кусая её за грудь — плохая шутка, чтобы замаскировать последствия сексуального насилия. Фуала Грифон, когда-то приговорённая к смертной казни (звон колокольчиков), в психозе хочет «поиграть с мальчиком». Он прямо говорит ей в бою: «Если хочешь быть матерью, заведи собственного ребёнка!». Настоящая мать играет неправильную роль — она проектировала Гандам и тренировала Усо. Родители изначально готовили его к войне. Отец также разочаровывает, он маленький человек, который завидует боевой доблести сына. Трижды Шакти организовывает собственное похищение и не желает быть спасённой. Королева Мария утверждает о своей неудаче, потому что повзрослела и одержима злобой и страстями. Angel Halo с тысячами экстрасенсов должен молитвой заставить человечество забыть о войне путём возвращения разума в детство и тел в полубессознательное состояние, с перспективой разложения. Возможно, худшей преступницей является Катеджина, чьи аристократические черты искажены извращённым удовольствием, потому что она заставила взрослого и ребёнка сражаться насмерть за её любовь. Финал мрачный, перед началом долгой зимы, почти никого не осталось, а некоторые находятся в таком скорбном состоянии, что предпочли бы смерть. В творчестве Томино главная тема — «война — это плохо», но в Victory Gundam она абсолютна: люди не заслуживают пилотировать гигантских роботов.